# 圣克里斯托夫瓦隆
圣克里斯托夫瓦隆（法語：Saint-Christophe-Vallon，法語發音：[sɛ̃ kʁistɔf valɔ̃]）是法国阿韦龙省的一个市镇，属于罗德兹区。

## 地理
圣克里斯托夫瓦隆（44°28'15"N, 2°24'43"E）面积23.22 平方千米，位于法国奧克西塔尼大區阿韦龙省，该省份为法国南部内陆省份，位于法國中央高原南部，北起顺时针与康塔爾省、洛泽尔省、加尔省、埃罗省、塔恩省、塔恩-加龙省和洛特省接壤。
与圣克里斯托夫瓦隆接壤的市镇（或旧市镇、城区）包括：欧济茨、埃斯康多利耶尔、古特朗、马西亚克瓦隆、诺维亚勒、鲁埃格地区孔克、瓦拉迪。

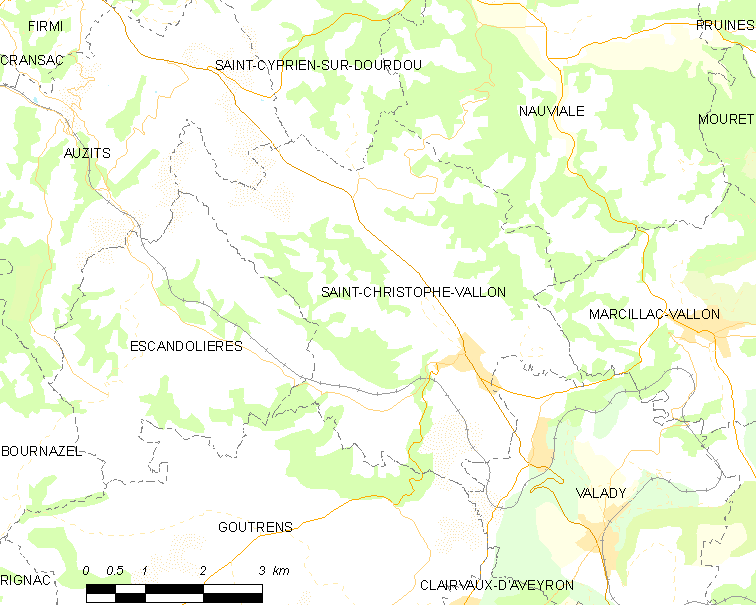
圣克里斯托夫瓦隆的OSM定位图

圣克里斯托夫瓦隆的时区为UTC+01:00、UTC+02:00（夏令时）。

## 行政
圣克里斯托夫瓦隆的邮政编码为12330，INSEE市镇编码为12215。

## 政治
圣克里斯托夫瓦隆所属的省级选区为山谷县。

## 人口

1962-2008年间圣克里斯托夫瓦隆人口变化图示

圣克里斯托夫瓦隆于2022年1月1日时的人口数量为1181人。